# Amerila curta
Amerila curta är en fjärilsart som beskrevs av Rothschild 1917. Amerila curta ingår i släktet Amerila och familjen björnspinnare. Inga underarter finns listade i Catalogue of Life.